# Georg Mohr (matematik)
Za slovenskega šahista glejte Georg Mohr.
Jørgen Mohr (latinizirano Georg(ius) Mohr), danski matematik, * 1. april 1640, København, Danska, † 26. januar 1697), Kieslingswalde (danes Sławnikowice, Poljska) pri Görlitzu.

## Življenje in delo
Mohrov prispevek k geometriji je Mohr-Mascheronijev izrek, ki pravi, da je vsako geometrijsko konstrukcijo, ki je mogoča z ravnilom in šestilom, moč izvesti tudi samo s šestilom. Svoj dokaz je objavil leta 1672 v knjigi Euclides Danicus v Amsterdamu.
Knjigo so prezrli za 250 let. Dokaz so pripisovali Lorenzu Mascheroniju, ki je podal dokaz neodvisno stoletje kasneje leta 1797. šele leta 1928 je mladi študent našel kopijo Mohrove knjige v Kopenhagnu in tako so lahko Mohru priznali dokaz. Knjigo so istega leta natisnili v faksimilu.
Mohr je objavil svojo knjigo tako v danščini kot v nizozemščini. tedaj je bilo še v navadi da znanstvena dela pišejo v latinščini. Ker je bil Mohr dolgo časa na Nizozemskem je izbral narodna jezika, kar je uvedel Simon Stevin.
Mohr je bil prijatelj von Tschirnhausa in je preživel svoje zadnje dni kot gost v njegovi hiši.
Po njem se imenuje dansko matematično tekmovanje.